# 稻城市
稻城市（日语：／ Inagi shi */?）是位于東京都多摩地方的城市。市區面積17.97平方公里，總人口77,978人。于1971年（昭和46年）11月1日其開始施行市制。

## 交通

### 鐵路
東日本旅客鐵道（JR東日本）
- 南武線：矢野口站 - 稻城長沼站 - 南多摩站

京王電鐵
- 相模原線：京王讀賣樂園站 - 稻城站

## 外部連結
- 稲城市網站 （页面存档备份，存于）（日語）